# Horus-Aha
Hor-Aha (? - 3100. pr. Kr.) se smatra 1. ili 2. faraonom ujedinjenog Egipta, te prvim faraonom 1. dinastije. Njegovo ime sadrži ime boga sokola Horusa. 

## Životopis
Aha je bio sin Narmera i Neithotep. Njegov je otac zaslužan za ujedinjenje Egipta. Roditelji su mu pri rođenju dali ime Teti, a poslije ga je on promijenio, kad je postao faraon. 
Aha je oženio svoju sestru Benerib, i još jednu ženu, Hent I. S Hent je postao otac svog nasljednika Džera, te je uz njega imao i kćeri Herneit i Šeš II.
Prema Manetonu, Aha je vladao 64 godine što je moguće jer je došao na prijestolje kao vrlo mlad čovjek, u dobi od 30 godina. Navodno je umro od ozljeda zadobivenih u lovu na nilske konje.

## Djela
Moguće je da je upravo ovaj kralj osnovao Memfis. Dao je sagraditi hram božice Neit (po kojoj je njegova majka bila nazvana).

## Vanjske poveznice
Horus-Aha[neaktivna poveznica]